# RMF Classic

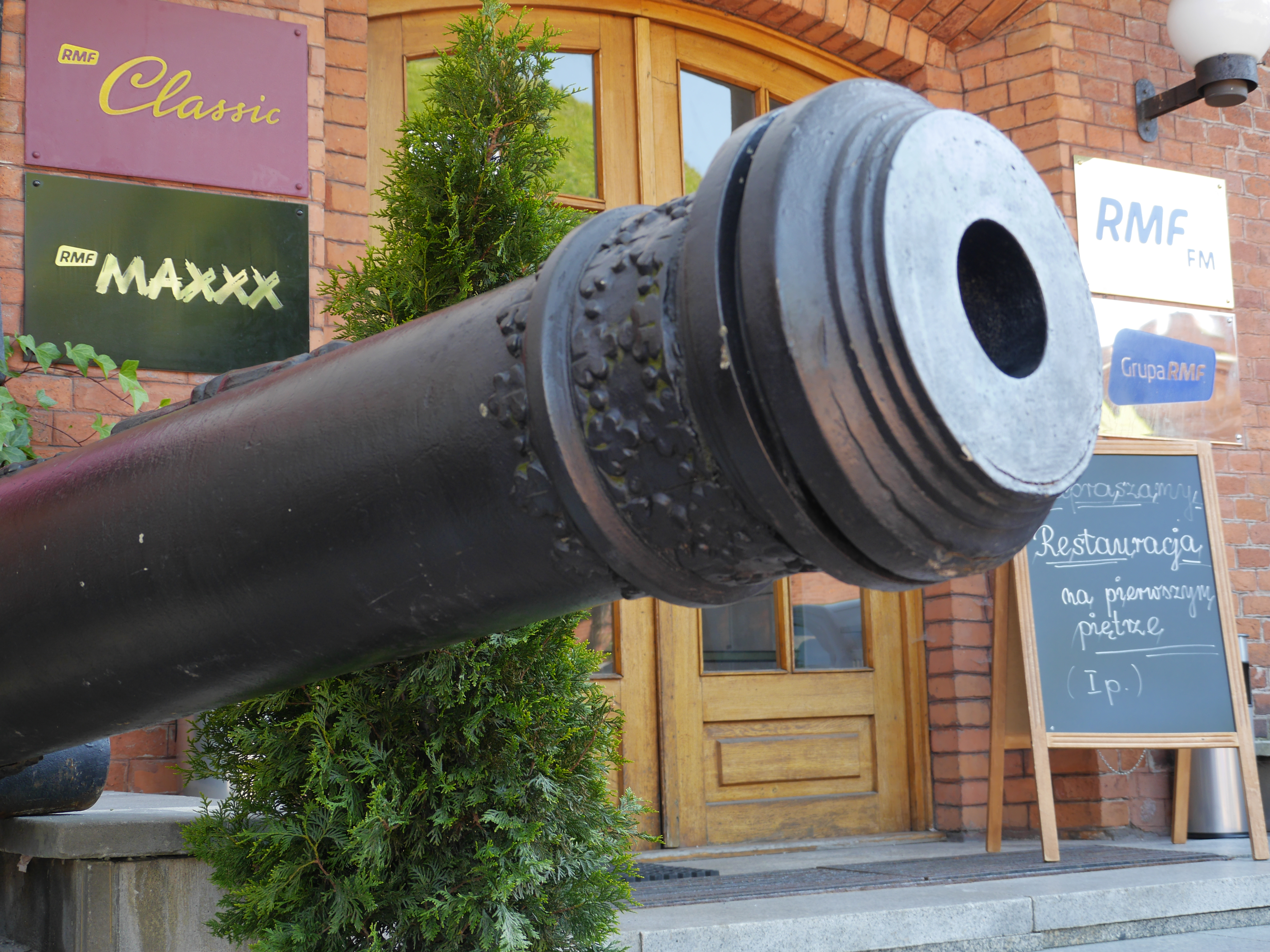
Siedziba radia RMF Classic przy Kopcu Kościuszki w Krakowie

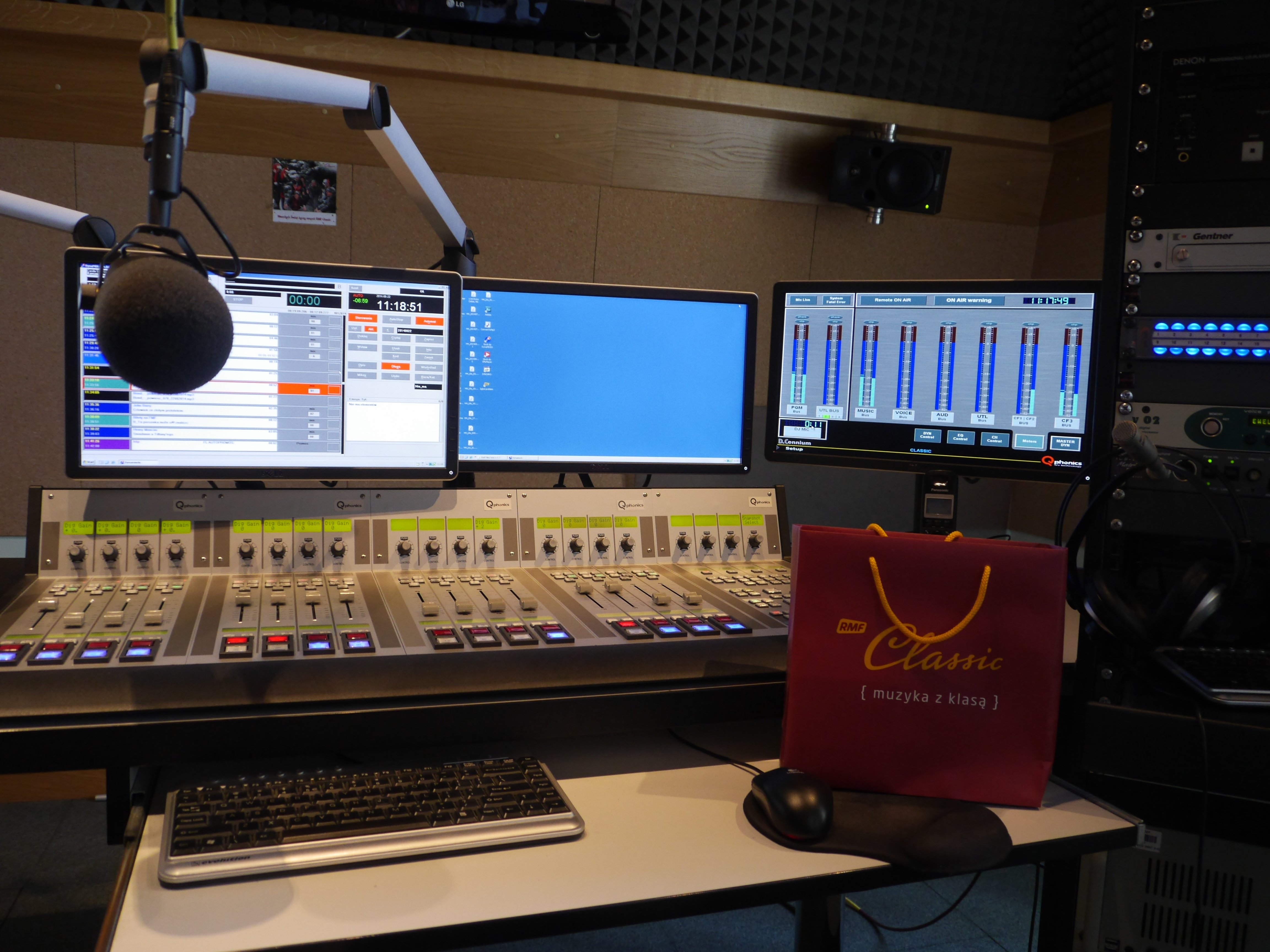
Studio radiowe RMF Classic

RMF Classic – komercyjna stacja radiowa o charakterze muzyczno-literackim, z siedzibą w Krakowie, należąca do Grupy RMF wchodzącej w skład koncernu medialnego Bauera.

## Historia
Historia RMF Classic sięga swymi korzeniami roku 1998, kiedy to (1 września) rozpoczęła nadawanie krakowska stacja OPERA FM, która prezentowała jedynie muzykę z gatunku opery. Program był emitowany przez spółkę Opera FM, należącą do koncernu medialnego BROKER FM. 27 października 2003 zmieniono zarówno nazwę jak i format nadawanego programu tworząc nowy projekt jakim jest RMF Classic. Tego samego dnia, nowa stacja pojawiła się również w Szczecinie (za Pomorską Stację Radiową) i Warszawie (za Radio Zdrowie).

## Format
Stacja prezentuje muzykę poważną, filmową, jazz i piosenkę poetycką oraz wywiady ze znanymi i cenionymi ludźmi ze świata kultury. Prezentowane są również informacje o najważniejszych imprezach kulturalnych, takich jak: wystawy, spektakle teatralne, czy premiery filmowe. W skład Rady Programowej RMF Classic wchodzą m.in. Anna Dymna i Jerzy Stuhr.

### Słuchalność
Według badania Radio Track za okres styczeń 2022 – marzec 2023, wskaźnik słuchalności radia RMF Classic wynosi 1,6 proc., co daje tej stacji 9. pozycję w Polsce.

## Audycje
Program RMF Classic jest podzielony na kilkugodzinne bloki poszczególnych prezenterów w ramach których pojawiają się krótsze (kilku-, kilkunastominutowe) audycje poświęcone jakiemuś tematowi. Najdłużej obecnymi na antenie tego typu audycjami są: „Odeon Stanisława Janickiego”, oraz „Klasyka wchodzi w grę”, prowadzona przez Wojciecha Musiała.

## Odbiór/częstotliwości
Radio RMF Classic nadaje transmisją naziemną w 21 miastach w Polsce (stan na 17 lipca 2017):
1. Białystok – 90,0 MHz (od 19.05.2008)
2. Bydgoszcz – 95,1 MHz (od 11.06.2008)
3. Częstochowa – 89,9 MHz (od 30.10.2009)
4. Elbląg – 91,2 MHz (od 13.03.2009)
5. Gdańsk – 88,4 MHz (od 1.10.2004)
6. Gdynia – 107,1 MHz (od 29.06.2012)
7. Katowice – 94,1 MHz (od 14.12.2008)
8. Kielce – 99,0 MHz (od 25.04.2012)
9. Kraków – 87,8 MHz (od 27.10.2003)
10. Lublin – 107,6 MHz (od 2.08.2010)
11. Łódź – 105,0 MHz (od 21.02.2007)
12. Olsztyn – 100,9 MHz (od 29.06.2012)
13. Opole – 97,5 MHz (od 26.06.2012)
14. Płock – 93,1 MHz (od 17.07.2017)
15. Poznań – 103,9 MHz (od 25.06.2010)
16. Szczecin – 98,0 MHz (od 27.10.2003)
17. Toruń – 105,5 MHz (od 27.10.2008)
18. Warszawa – 98,3 MHz – na podstawie koncesji lokalnej (od 27.10.2003).
19. Włocławek – 91,2 MHz (od 1.02.2017)
20. Wrocław – 99,2 MHz (od 1.10.2004)
21. Zielona Góra – 89,0 MHz (od 10.10.2012)

Poza transmisją naziemną, sygnał radia RMF Classic jest dostępny również na platformach cyfrowych: Platforma Canal+, Cyfrowy Polsat, oraz w Internecie.